# Skogssamer

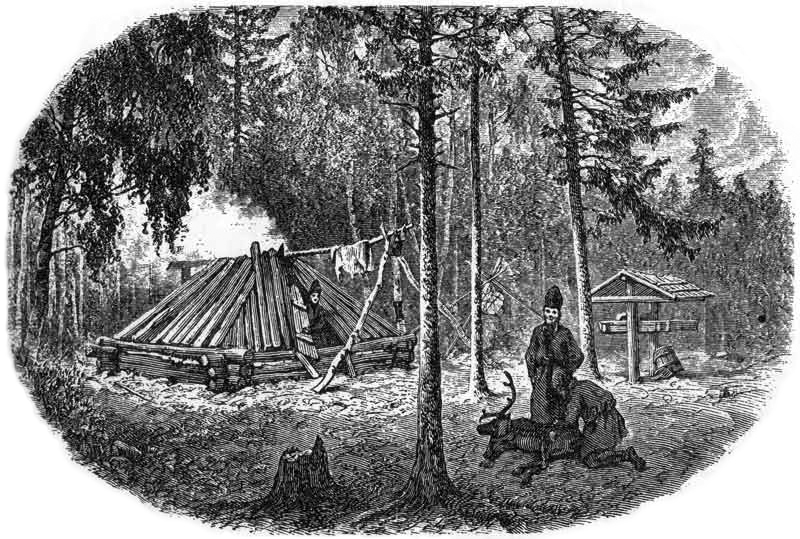
Det skogssamiska vistet Spänningsvallen vid Spenningstjärnen mellan Järfojaur och Seudnur i Arvidsjaurs kommun, på gränsen mellan nuvarande Östra och Västra Kikkejaurs samebyar. Träsnitt efter foto av Lotten von Düben 1871.

Skogssamer är samer som året om är verksamma i skogslandskapet och därmed inte flyttar upp till fjällen sommartid, till skillnad mot fjällsamer. Än idag förekommer skogssamer i norra Norrland. Under lång tid har det i Sverige funnits en skogssamisk befolkning med lappskatteland från norra Ångermanland och norrut. Dessutom finns det belägg för att en skogssamisk nomadiserande folkgrupp utan lappskatteland, som talade en egen samisk språklig varietet, levde i Mellansverige och södra Norrland nära bondesamhället, åtminstone under 1600-talet och tidigt 1700-tal.  Denna grupp ingår i det som ibland kallas sydliga samer. Den tvingades upphöra med sitt nomadiska liv genom myndighetsbeslut och försök gjordes att förvisa gruppen till den sydsamiska fjällmarken. En mindre andel av denna grupp rekryterades senast under tidigt 1700-tal av bönder till att övergå till att bli bofasta "sockenlappar", och assimilerades in i bondebefolkningen vid mitten av 1800-talet. Icke renägande skogssamer, kringresande samer och vissa sockenlappar kallades "fattiglappar" och kunde försörja sig genom tiggeri. Liksom sjösamer drabbades dessa grupper av utanförskap, stor fattigdom och barnadödlighet, och decimerades kraftigt i hela Norden.

## Skogssamer i Norra Norrland
De två sydligaste lappmarkerna, Åsele och Lycksele lappmark, omfattade före 1606 inte fjällområdet utan var rent skogssamiska områden. Detsamma gällde Kemi lappmark i nuvarande Finland. Skogssamerna i Kemi, Åsele och Lycksele lappmarker assimilerades i den finska och svenska befolkningen under 1600-, 1700- och 1800-talen. Idag finns en levande skogssamisk kultur i skogslandskapet inom Norrbottens län samt i Malå kommun inom Västerbottens län. I övriga lappmarker fanns skogssamer inom hela skogslandet. 
Västerbottens inland koloniserades långsamt och de svenska nybyggarna nådde fram till fjällen i början av 1800-talet. Nybyggarförmåner såsom skattefrihet lockade många samer att bli nybyggare. 

### ”Granlappar”
Redan i de äldsta källorna, 1500-talets skattelängder, görs skillnad på skogs- och fjällsamer. Skogssamerna kallades då för granlappar. Grunden för indelningen var den form av skatt som respektive grupp betalade. År 1585 skrev lappfogden i Lule och Pite lappmarker, Olof Andersson Burman: ”De säges vara granlappar som utgöra skatt om året bland vildvaror /,/ fiskeskatt som är gäddor, sik, abborre. Men de andra som ingen fisk ränta förmältes i årliga längden kallas fjällappar, havande det namnet därav att de bo uppe i fjällen uti bergsskrevor, och komma till inga sjöar med mindre deras nabor granlapparna vele godvilligt efterlåta dem fiska med sig.”
I början av 1600-talet kunde termen ”granlapp” också användas om samer som enbart skattade till Sverige, till skillnad från fjällapparna som betalade skatt till både Sverige och Norge, eftersom de var verksamma på fjällryggen mellan de båda länderna.

### Utbredning och antal
Skogssamer i nuvarande Västerbotten finns dokumenterade i lappfogden Mickel Ålänings räkenskaper 1539, lappfogden Karl Unessons rannsakning "Umå och Ångermanne lappar" 1602  och i Jonas Person Geddas Karta från 1671.
År 1553 fanns i Pite lappmark 47½ granlapska skatteenheter och 50 fjällapska. Två år senare fanns i Lule lappmark 73 skattebetalande granlappar och 35 fjällappar. Storleksförhållandet mellan de båda grupperna var ungefär detsamma under resten av 1500-talet.
År 1602 anger lappfogden Karl Unesson från Grubbe, att det finns ca 200 personer i området "Umå och Ångermanne lappar"  varav ca 160 finns i Umeå lapmark som är skogssamer. För fjällapparna räknas till Pite eller Norge.
När Petrus Læstadius författade sin journal 1827 hade skogssamerna hunnit bli färre än fjällsamerna. Inom hela Arvidsjaurs socken bodde emellertid fortfarande bara skogssamer, skriver Læstadius, och i Arjeplogs socken, Jokkmokks socken och Gällivare socken fanns också ett stort antal.
År 1882 tillsattes en kommitté för att utreda samernas situation i Sverige. Den gav följande bild av skogssamerna vid denna tid:
- I Enontekis socken fanns två skogssamiska familjer från Pajala socken med sammanlagt 600 renar.
- I Jukkasjärvi socken fanns tre skogssamiska familjer med omkring 500 renar. Merparten av dessa var skötesrenar som ägdes av bofasta.
- I Gällivare socken var skogsrenskötseln betydligt mera utbredd. Det totala antalet renar uppgick till 6500. Samtliga verksamma inom skogsrenskötseln var samtidigt också nybyggare.
- I Jokkmokks socken fanns två övervägande skogssamiska lappbyar, Jokkmokk och Sjokksjokk. En del av renskötarna i dessa byar hade dock börjat flytta upp mot fjällen med sina renar sommartid. Renägarna i Sjocksjock var alla samtidigt hemmansägare.
- I Arjeplogs socken bestod Arjepluogs lappby i socknens östligaste del uteslutande av skogssamer. Flera av dem hade förlorat sina egna renar och slagit sig ned som fiskare vid de stora sjöarna, varför det endast återstod ett fåtal som hade renskötseln som huvudnäring. Dessa flyttade vintertid till kustlandet.
- I Arvidsjaurs socken och Malå församling fanns Arvidsjaurs lappby, uteslutande skogssamisk, med 642 invånare. De flesta renskötare hade även nybyggen. Lappbyn var indelad i 36 lappskatteland. I Pite älvdal vistades samerna hela året på sina respektive land, medan övriga vintertid flyttade ned till kustlandet.[7]

### Boplatser

#### Visten

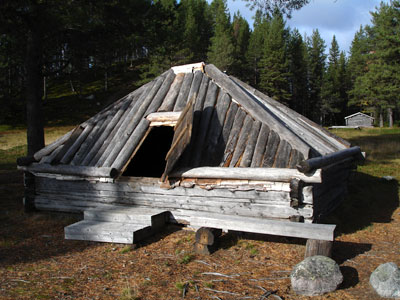
Timrad kåta i Koppsele, Malå. Koppsele var det sista viste som användes av skogssamerna i Malå. Det övergavs omkring 1900. Området kring vistet är idag naturreservat. På 1600-talet beskrevs timmerkåtorna som sexkantiga, men fyrkantiga kåtor har därefter varit det vanliga.

Fram till i början av 1900-talet bodde skogssamerna utspridda, varje hushåll inom sitt speciella landområde, sitt lappskatteland. Inom varje land hade man ett antal fasta visten, och på varje visteplats fanns kåta, förrådsbodar, förrådsställningar samt en renvall, vanligen omgiven av en timrad gärda.
I 1670-talets prästrelationer, som insändes till Johannes Schefferus i Uppsala och tjänade som källmaterial till verket Lapponia, finns den äldsta mer detaljerade informationen om skogssamernas liv. Nicolaus Lundius beskrev hur samerna i Umeå lappmark vid varje renvall timrade en sommarkåta av stockar, sex varv, som de sedan täckte med granbark. Samuel Rheen, som framför allt skildrade Jokkmokks socken vid samma tid, bidrog med upplysningen att ”kottarna” hade sex väggar och att de förutom med granbark också kunde täckas med granris, tallris eller torv. Kåtorna stod vid de sjöar och älvar där skogssamerna brukade fiska och jaga. Han berättade också att det i anslutning till kåtorna fanns bodar satta på stubbar och att de kallades för njallor eller staburar. Dessa byggdes på så sätt att ett träd höggs av på två till tre meters höjd. Uppe på stubben lades fyra stockar korsvis och ovanpå dessa byggdes en liten bod som täcktes med bräder och tillslöts med en dörr. Anledningen till att bodarna sattes så högt var att björnar och järvar annars skulle bryta sig in och förstöra de saker som förvarades där, såväl kött och ostar som kläder.
När Ernst Manker studerade skogssamernas liv under 1900-talets första decennier hade i stort sett alla gamla visten övergivits. Nu liknade skogssamernas bosättningar den svenska bondebefolkningens med gårdar och byar. En del skogssamiska gårdar har dock anlagts på gamla visteplatser.

#### Vinterbyar
Så långt tillbaka i tiden som det finns skriftliga källor har skogssamerna också ingått i en större samhällsstruktur, så kallade lappbyar. Dessa hade i sin ursprungliga form inte så mycket gemensamt med dagens samebyar, varför det gamla begreppet är relevant. Inte heller var de byar i ordets vanliga bemärkelse, med fast bebyggelse. Petrus Læstadius kallade lappbyarna för stammar och betonade därigenom att byn var en grupp av människor, inte en fysisk enhet.
Att man på svenska ändå talar om ”byar” anses bero på att handelsmän och fogdar på 1500-talet uppsökte samerna på vintern när dessa fanns samlade på stora gemensamma boplatser, vinterbyar. Från Kemi lappmark vet man att det i början av 1600-talet fanns nio lappbyar med varsin vinterby. Enligt Helmer Tegengren bestämdes vinterbyarnas belägenhet dels av kända färdvägar, dels av möjligheten till vinterjakt på vildren. Vintertid vandrade vildrenen upp till vattendelarnas lavrika marker, och vinterbyarna var placerade nära vandringsstråken.
Även inom övriga lappmarker är lappbyar kända från och med 1500-talet. Det finns vittnesbörd från bland annat birkarlar om att även dessa byar vintertid samlades på större boplatser, åtminstone från Pite lappmark och norrut. I de två sydligare lappmarkerna, Ångermanna och Ume lappmarker, hade samerna tidigt fått till vana att bege sig till marknadsplatser i kustlandet vintertid. Den gamla samiska samhällsstrukturen förändrades sedan i grunden när Karl IX anlade kyrkplatser i lappmarkerna 1607. Hädanefter måste samerna vistas på kyrkplatsen under en stor del av vintern för att bevista marknad, gudstjänster och ting, vilket ledde till att de gamla vinterboplatserna kom ur bruk. En del av kyrkplatserna anses dock ha anlagts där samerna tidigare haft sin vinterboplats. Det gäller till exempel Arvidsjaur inom skogssamiskt område.

### Näringsliv

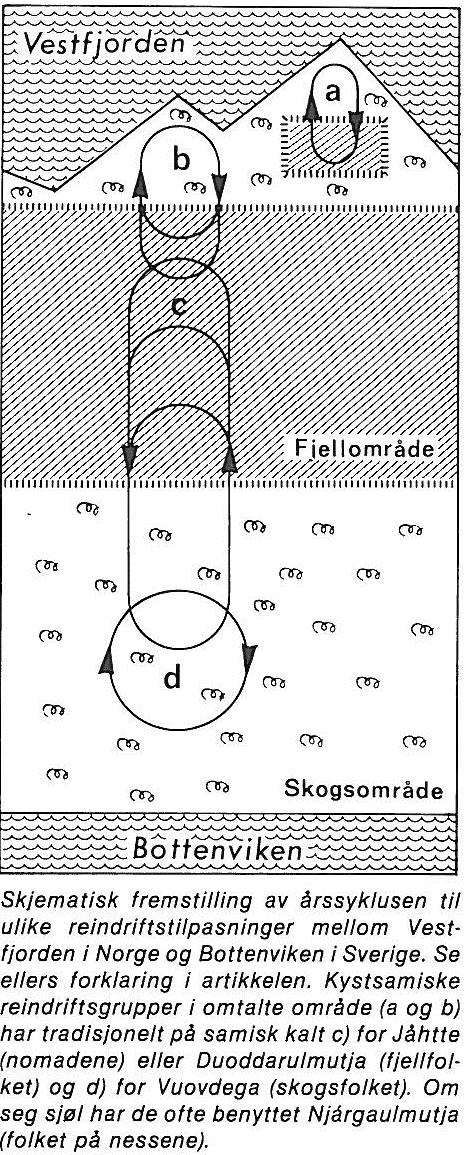
Olika migrationsmönster vid samisk renskötsel: Skogssamernas årsvandring (D) pågick inom skogslandet.

#### Ursprungligen fiskare och jägare
Anledningen till att granlappar och fjällappar betalade olika sorters skatt på 1600-talet var att de hade olika försörjningsmönster. Granlapparna var bara i liten utsträckning renägare. När lappfogden Karl Unesson 1602 gjorde en detaljerad rannsakning av Ume- och Ångermannalapparna (som då enbart var skogssamer) hade de två rikaste hushållen 40 renar, medan medianvärdet var 13.
På 1670-talet förklarade Samuel Rheen att granlapparna i Jokkmokk mest levde på fisk och vilt. Nicolaus Lundius, som skildrade förhållandena i Ume lappmark vid samma tid, bidrog med upplysningen att granlapparna inte var så rika som fjällapparna. Granlapparna hade ”stor maga, i det de äta eij så mycket ost och kiött, utan allenast fisk som dåck utan salt är”. Visserligen ägde de renar, men bara ett litet antal. Däremot jagade de vildren, något som även beskrevs av Johannes Tornæus i fråga om Torne lappmark.
Enstaka skogssamer kunde dock vara stora renägare även på 1600-talet. Av ett tingsrättsprotokoll från 1699 framgår till exempel att Ture Turesson, innehavare av Stångbergslandet kring nuvarande Rusksele, då hade omkring 100 renar. Han ansågs vara den rikaste samen i Ume lappmark.
Så sent som på 1740-talet beskrev Pehr Högström i alla fall skogssamerna på likartat sätt som 1600-talsförfattarna. Han kallade dem för fiskare-, gran- eller skogslappar och konstaterade att de mest levde av fisk, fågel och djur samt sommartid mjölk och ost från sina fåtaliga renar.
Såväl under 1600-talet som under första halvan av 1700-talet skildras skogssamerna alltså först och främst som fiskare och fångstmän. Visserligen ägde de flesta skogssamer renar, men dessa var transportmedel och mjölkdjur, inte köttdjur. Renkött och renskinn fick de genom vildrensjakt eller genom att byta till sig slaktrenar.

#### Skogsrenskötseln utvecklas
Under 1700-talets andra hälft genomgick det skogssamiska näringslivet en genomgripande förändring. När arkeologen Kjell-Åke Aronsson studerade pollenprover från renvallar i Arvidsjaurs och Gällivare socknar kunde han se en tydligt ökad kulturpåverkan någon gång under andra halvan av 1700-talet. Artsammansättningen tydde på att renskötseln under denna period blivit mer storskalig.
Detta stödde de slutsatser som geografen Filip Hultblad tidigare dragit om Jokkmokks socken utifrån bland annat domboksmaterial och skattelängder. Från 1700-talets mitt framträdde i domböckerna allt klarare bevis på skogsrenskötsel, medan fiskets roll i tvistemålen avtog. Fler skogssamer ägnade sig åt renskötsel och hjordarna blev större.
Bertil Marklund har följt motsvarande förändringar inom lappskattelandet Vuorbejaur i Malå, också han med hjälp av domböcker. Han har kunnat visa att skogssamernas näringsliv där förändrats i riktning mot ökande rennomadism under perioden 1770–1800. Marklund har också beskrivit förändringens olika steg:
- Renhjorden utökas. Mer tid läggs på renskötsel och mindre tid på jakt och fiske.
- Med ökande renantal ökar konkurrensen mellan renägarna och betesresurserna måste utnyttjas effektivare.
- När betet inte längre räcker till söker man vinterbete österut, nedanför lappmarksgränsen.[17]

#### Skogssamiskt liv på 1800-talet
Skogssamernas övergång från fångstkultur till renskötsel var fullt ut genomförd när Petrus Læstadius 1827 inledde sin verksamhet som missionär i Pite lappmark. I sin journal ger han en detaljerad bild av hur skogssamernas arbetsår då såg ut. Vintern tillbringades i kustlandet, men i början av maj kom man upp till det egna lappskattelandet. Renarna fick då gå fritt fram till midsommar, och under den tiden ägnade sig samen åt jakt och fiske. När myggen börjar bli besvärande sökte man rätt på sina renar och höll därefter den egna hjorden samlad. Renarna fick beta i närheten av vistet, men två eller tre gånger om dagen drev man in dem i gärdet. Där gjorde man upp rökeldar för att hålla myggen borta så att renarna fick idissla i lugn och ro. En gång om dagen mjölkade man renkorna, mest för att tillverka ost. Så flyttade man mellan olika visten för att renarna alltid skulle ha gott bete. När den värsta myggtiden var över släpptes renarna fria igen och samen kunde åter ägna sig åt jakt och fiske. Omkring Mikaelidagen, i början av oktober, inleddes brunsttiden och då sökte man ånyo rätt på sina renar. När det sedan blivit vinterföre flyttade både folk och renar ned till kustlandet, där man i likhet med fjällsamerna bodde i vadmalskåtor.
Læstadius ger en mycket positiv bild av skogssamerna och deras liv: De levde ett gott liv i närheten av sina trivsamma kåtor, till skillnad från fjällsamerna som fick frysa på kalfjället. De hade en varierad kosthållning med färsk fisk, fågel, mjölk, ost och bär, medan fjällsamerna sällan åt någonting annat än renkött. Dessutom höll sig skogssamerna rena, kammade håret och var noga med att diska sina kärl – även det till skillnad från fjällsamerna, om man får tro Læstadius. Han menade att skogssamerna ”bland lappar ostridigt äro de bästa”.

### Skogssamebyar
I och med den första renbeteslagen som tillkom 1886 infördes samebyar (då kallade lappbyar) som administrativa enheter för rennäringen. Däribland fanns tio skogssamebyar: Vittangi i socknen med samma namn, Gällivare och Jokkmokk i respektive socknar, Ståkke och Arjeplog i Arjeplogs socken, Malmesjaur, Östra Kikkejaur, Västra Kikkejaur och Mausjaur i Arvidsjaurs socken samt Malå i Malå socken.
År 1946 upplöstes Jokkmokks skogslappby eftersom skogsrenskötseln upphört i områdets centrala del. I stället bildades två skilda lappbyar i områdets nordliga respektive sydliga del, Serri och Udtja. Samtidigt upphörde Malmesjaurs lappby, i och med att den delades upp på Udtja och Östra Kikkejaur. Arjeplogs lappby bytte namn till Maskaur.
Inga större förändringar har skett sedan dess, och idag bedrivs skogsrenskötsel inom totalt tio skogssamebyar.

### Språk
Idag torde de flesta skogssamer ha svenska som modersmål, men samiskan lever ändå kvar i varierande grad. Inom Lule lappmark har såväl skogssamer som fjällsamer talat lulesamiska. I Pite lappmark har det däremot funnits en tydlig språkgräns mellan fjällsamerna, som talat pitesamiska, ett språk närmast besläktat med lulesamiska, och skogssamerna som talat umesamiska, vilket ligger närmare sydsamiska. Skogssamerna i Malå och östra Sorsele har även de talat umesamiska.
Inom Lycksele och Åsele lappmarker assimilerades skogssamerna nästan fullständigt under 1800-talet och bytte språk till svenska. Deras gamla språk gick i stort sett förlorat. Den samiska litteratur som författades i Lycksele under slutet av 1600-talet av Olaus Stephani Graan och början av 1700-talet av Pehr Fjellström visar dock att man även där talade umesamiska. Umesamiskans utbredning mot söder är omdiskuterad, men uppteckningar av J.A. Nensén från 1800-talets Åsele lappmark tyder på att skogssamerna även där talade en dialekt som kan räknas till umesamiskan. Deras språk skilde sig därmed från den sydsamiska som talats och i viss utsträckning fortfarande talas av fjällsamerna i Vilhelmina.
Även i Kemi lappmark blev skogssamerna nästan fullständigt assimilerade – där bytte man språk till finska. Av det gamla språket återstår idag bara en spillra i form av enaresamiska som talas av 200–300 personer. Den nordsamiska som talas av betydligt fler invånare i finska Lappland har införts genom senare invandring av fjällsamer.

### Religion
Mycket litet är känt om samernas förkristna religion. Man vet att naturen uppfattades som besjälad och att varje betydelsefullt ställe – berg, sjö, fors eller liknande – hade sitt eget andeväsen. Renskötseln, jakten och fisket hade sina beskyddande gudaväsen, som tog plats i underligt formade stenar eller klippor (seitar). Till dessa offrade man för att få framgång i olika företag. Något egentligt prästerskap fanns inte. Varje familjefar kunde med trummans hjälp få kontakt med gudavärlden. Vissa var dock duktigare än andra på detta och blev kända som nåjder. Känt är också att björnen var föremål för en speciell kult (”björnkult”) med ett invecklat ceremoniel.
I Ernst Mankers verk Lapparnas heliga ställen finns en hel del exempel på seitar och offerplatser inom skogssamiskt område. Dit hör bland annat de metallrika offerplatsfynden i Unna Saiva, Gråträsk, Vindelgransele och Bäcksjö. Som exempel på en seite kan nämnas den i Fristad vid Arvidsjaurssjöns övre ände. Den utgjordes av en halvmeterhög, nästan svart sten med knottrig yta, placerad på en större sten i sjön, omkring 20 meter från stranden. Seiten smordes med fiskfett, inkråm eller liknande för att ge fiskelycka.

### Försvunna skogssamiska kulturer
Samtidigt som skogsrenskötseln utvecklades i stora delar av Norrlands inland försvann de skogssamiska kulturerna från ytterområdena. I Kemi lappmark skedde en intensiv inflyttning av svedjebrukande finnar under 1500- och 1600-talen, vilket ledde till samerna i området fullständigt assimilerades och bytte det samiska språket mot det finska.
Motsvarande process ägde rum i Åsele och Lycksele lappmarker under 1700-talet. I slutet av 1820-talet skrev Petrus Læstadius i sin journal angående prästernas möjligheter att lära sig samiska: ”I Åsele, Fredrika, Dorotea, Vilhelmina och Lycksele är lapska så obrukligt i vardagstal och även i kyrkan, att ingen ’’ex usu’’ kan lära det.” (’’ex usu’’ betyder genom användning). Talande är en formulering av Johan Vilhelm Zetterstedt från hans resa genom Umeå lappmarker 1832: ”... David Pehrsson, som varit Lapp, och nu bosatt sig här såsom nybyggare.” Den som var nybyggare räknades inte längre som lapp, och i hela Lycksele socken fanns inte längre några lappar registrerade i mantalslängderna. Den renskötsel som därefter har bedrivits inom Kemi, Åsele och Lycksele lappmarker har varit fjällrenskötsel.

#### Stensundslandet: ett undantag

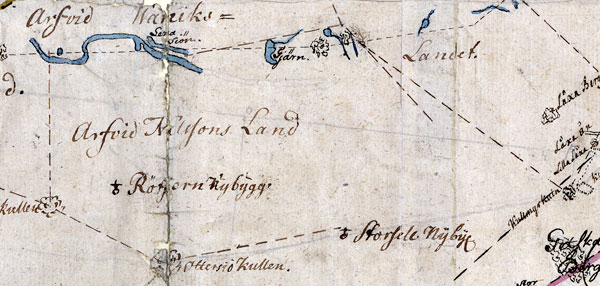
Stensundslandet, även kallat Arvid Nilssons land, på Råskillnadsdeputationens karta från 1758. "Rötjern nybygge" är nuvarande Rödvattnets by. Vattendraget i bildens övre del är Lägstaån, ett biflöde till Flärkån i Gideälvens avrinningsområde.

Endast ett lappskatteland levde vidare i skogslandet söder om Malå under 1800-talet. Det var det sydligaste av alla kända land, Stensundslandet inom Anundsjö socken i norra Ångermanland. Nils Persson (1804–1880), kallad Nuenjetteme, var den siste innehavaren. År 1842 fick Nils Persson klara papper av länsstyrelsen på att han var i besittning av Stensunds lappskatteland och att han hade rätt att begagna sig av det så länge han hade behov av det och betalade sin skatt. Det sägs att han lät sina tre döttrar valla renarna på de så kallade Trattbergen mellan Lägstaån och Häggsjöbäcken (Gammtratten, Varvliden och Siberget). Nils Persson bedrev skogsrenskötsel i området med sina renar fram till sin död 1880. Renarna övertogs så småningom av dottern Sara Johanna och hennes make Lars Jonsson, vilka prövade på att leva som fjällsamer innan de slutgiltigt övergav renskötseln.

### Skogssamiska kulturmiljöer

#### Fornlämningar
Ett övergivet skogssamiskt viste återgår ganska snabbt till naturen. Idag hittar man framför allt härdar, de stenar som begränsade eldstaden i kåtan. Gamla renvallar kan ses som välgödda och grönskande ytor i skogen eller på ett kalhygge. Någon gång syns rester av hagar, kåtor och bodar. I gamla tallar kan finnas inhuggna fästen för att binda renar, eller inslagna pinnar där mjölkkärl sattes upp.
En typiskt skogssamisk kulturlämning är spår av samisk barktäkt i gamla tallar. Sådana spår har påträffats från Könkämäälven i norr till Umeälven i söder. Barken användes dels som mat, dels som förpackningsmaterial för att bevara senor mjuka.

#### Bevarade miljöer

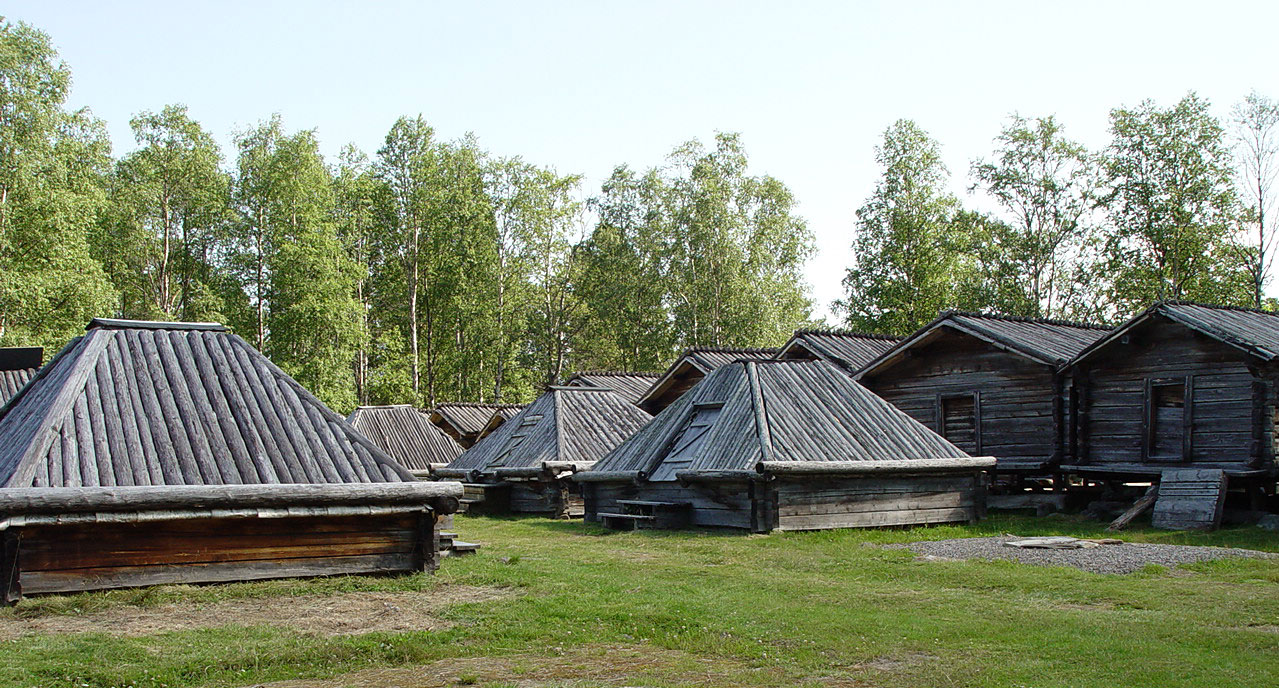
Lappstaden i Arvidsjaur

Skogssamiska visten finns bevarade i bland annat Nilasjåkks naturreservat i Arvidsjaurs kommun och i Koppsele naturreservat i Malå kommun.
Lappstaden i Arvidsjaur är en samisk kyrkstad som är skyddad som byggnadsminne. Där finns ett trettiotal timmerkåtor och ett femtiotal härbren, avsedda att användas av traktens samer i samband med kyrkhelgerna. De fyrkantiga timmerkåtorna är typiska för den skogssamiska byggnadskulturen.

## Skogssamer i Mellansverige och södra Norrland

### Tidigare fångst- och jägarsamhällen
Inom det sydsamiska området finns spår av ett samiskt fångst- och jägarsamhälle åtminstone sedan äldre medeltid, långt innan de första spåren av nomadiserande renskötsel uppkommer i södra Norrlands inland vid slutet av medeltiden. Fynd av samiska gravgåvor har gjorts på Vivallen och Farrtjärnarna i Härjedalen från 1100-talet. 
Redan under järnåldern levde en jägar-samlarkultur i syd- och mellansveriges inland, ned till Dalarna, som lämnade spår i form av fångstmarksgravar mellan 200 f.Kr. och tidig medeltid. Vissa forskare betraktar denna jägarkultur som samisk, andra som influerad av germansk bondekultur, medan andra ser etniciteten som omöjlig och oviktig att avgöra. I de senast anlagda fångstmarksgravarna, från medeltiden, förekommer att kropparna begravts hela inlindade i näver, vilket forskare är överens om visar på samisk kultur. Fångstmarkgravarnas folk ökade kraftigt exploateringen av området under järnåldern till följd av nära handelsförbindelser med jordbruksbefolkningen i Mellannorrland. Kultplatsen Nämforsen i Ångermanland och fornborgen i Mjälleborgen i Jämtland har framhållits som möjliga marknadsplatser. 

### Skogssamer utan skatteland
På längre avstånd från fjällområdet visar skriftliga vittnesbörd och relativt ny släktforskning att i bland annat Dalarna, Västmanland, Hälsingland och Medelpad fanns på 1600-talet och en bit in på 1700-talet, kanske även tidigare, en samisk befolkning som på senare år har börjat kallas för skogssamisk. Linné beskrev ett möte i Jättendal med samer som historikern Peter Ericson kallar kustskogssamer (skogssamer i Västernorrland och Gästrikland utan skatteland).
Det har ofta antagits att dessa skogssamer skulle ha utvandrat från Jämtland eller någon annan del av det sydsamiska området, men någon sådan utvandring har inte kunnat beläggas. Tvärtom menade samerna själva att de och deras förfäder alltid hade bott i dessa trakter. Till skillnad från skogssamerna längre norrut, som mestadels rörde sig mellan några fasta visten inom sina lappskatteland, verkar skogssamerna i Mellansverige och Södra Norrland ha fört en nomadiserande tillvaro och bott i tältkåtor. Uppgifter i kyrkböcker och tingsprotokoll tyder på att de levde som jägare, samlare och småskaliga renskötare. Dessa skogssamer levde också i ett nära förhållande till den jordbrukande befolkningen. Samerna tillverkade notrep, korgar, pälsar, tennbroderade bälten med mera till försäljning och anlitades för att jaga rovdjur.
Det finns flera hundra ortnamn som visar på samiska bosättningar utanför de fjällsamiska renbetesområdena och som kan vara spår av skogssamisk närvaro. Vanliga exempel är Lappmyren, Lapphällarna, Lappåsen, Lappkullen, Lappkulltjärnen, Lappberget, Lapptäkten, Lapphagen och Lappkällan. Namnskicket visar att ett vanligt läge för samisk bosättning har varit där en höjdrygg eller hällmark möter våtmark. Ofta är det lavrika marker på skogen som ligger lite vid sidan av gårdar och bygd. Namnskicket visar också att boplatsen kunde vara brukad mark.

### Försök till fördrivning
Samerna ansågs inte ha hemortsrätt i Mellansverige och södra Norrland. Vid landstinget i Hälsingland 1645 ålades länsmännen att driva bort alla samer till fjälltrakterna, vilket följdes av flera liknande påbud under resten av 1600-talet. År 1720 utfärdades en kunglig förordning om att alla samer som uppehöll sig utanför Lappmarken skulle tvångsförvisas dit, men såvitt man vet förverkligades inte dessa planer. I stället vände sig bönderna i många socknar till sina landshövdingar och bad om att få behålla "en eller annan lapp såsom nödiga och bekvämliga till åtskilliga hushållstarvor och slöjder". Samerna i Dalarna vände sig också direkt till kungen 1730 och begärde att få stanna där "vi här tills vistande varit, som och att våra förfäders fäder härstädes äro födda och in till deras dödsdagar sitt uppehälle här haft". Detta ledde till ett kungligt beslut om att samerna fick bli kvar i Dalarna. Däremot skulle de fortfarande fördrivas från dåvarande Västernorrlands län, omfattande nuvarande Gävleborgs, Jämtlands och Västernorrlands län. År 1735 fick befolkningen i vissa socknar inom dåvarande Västernorrlands län kungligt tillstånd att "behålla 1 eller 2ne par lappfolk till att betjäna allmogen". Härigenom övergick de nomadiserande skogssamerna till fast bosättning och blev sockenlappar. En viktig del av deras verksamhet blev hästslakt och kastrering, som bönderna inte ville utföra själva

### Språk
En omfattande analys har genomförts av sockenlapparnas samiska språk utifrån en ordlista med 1 600 ord som upptecknades av Per Holmberger, troligen i Valbo socken i Gästrikland på 1770-talet. Analysen visar att det är mycket svårt att knyta detta språk till någon nutida språkform. Eftersom sockenlapparnas ursprung kan spåras tillbaka till skogssamerna i Mellansverige och södra Norrland är det troligt att den samiska dessa talade var av samma slag. De svenska inslagen i ordförrådet visar att talarna var integrerade i den svenska bondbyn sedan lång tid.